# Diecéze Vittorio Veneto
Diecéze Vittorio Veneto (latinsky Dioecesis Victoriensis Venetorum) je římskokatolická diecéze v italské oblasti Benátsko, která tvoří součást Církevní oblasti Triveneto. Je sufragánní vůči benátskému patriarchátu.

## Stručná historie
Diecéze v této oblasti vznikla v sdíle Oderzo (lat. Opitergium), ale po vyplěnění Oderza (5. - 7. stol.) bylo sídleo přeneseno do lokality Eraclea a teritorium bylo rozděleno mezi tři diecéze: Eraclea, Treviso a Ceneda. Roku 1866  byly spojeny obce Ceneda a Serravalle, a vzniklo Vittorio Veneto: od roku 1939 nese diecéze aktuální jméno.  Diecéze vždy spadala pod aquilejský patriarchát; po jeho zrušení v roce 1751 se stala součástí provincie Arcidiecéze Udine, až v roce 1818 byla podřízena Benátskému patriarchátu.